# Amidină

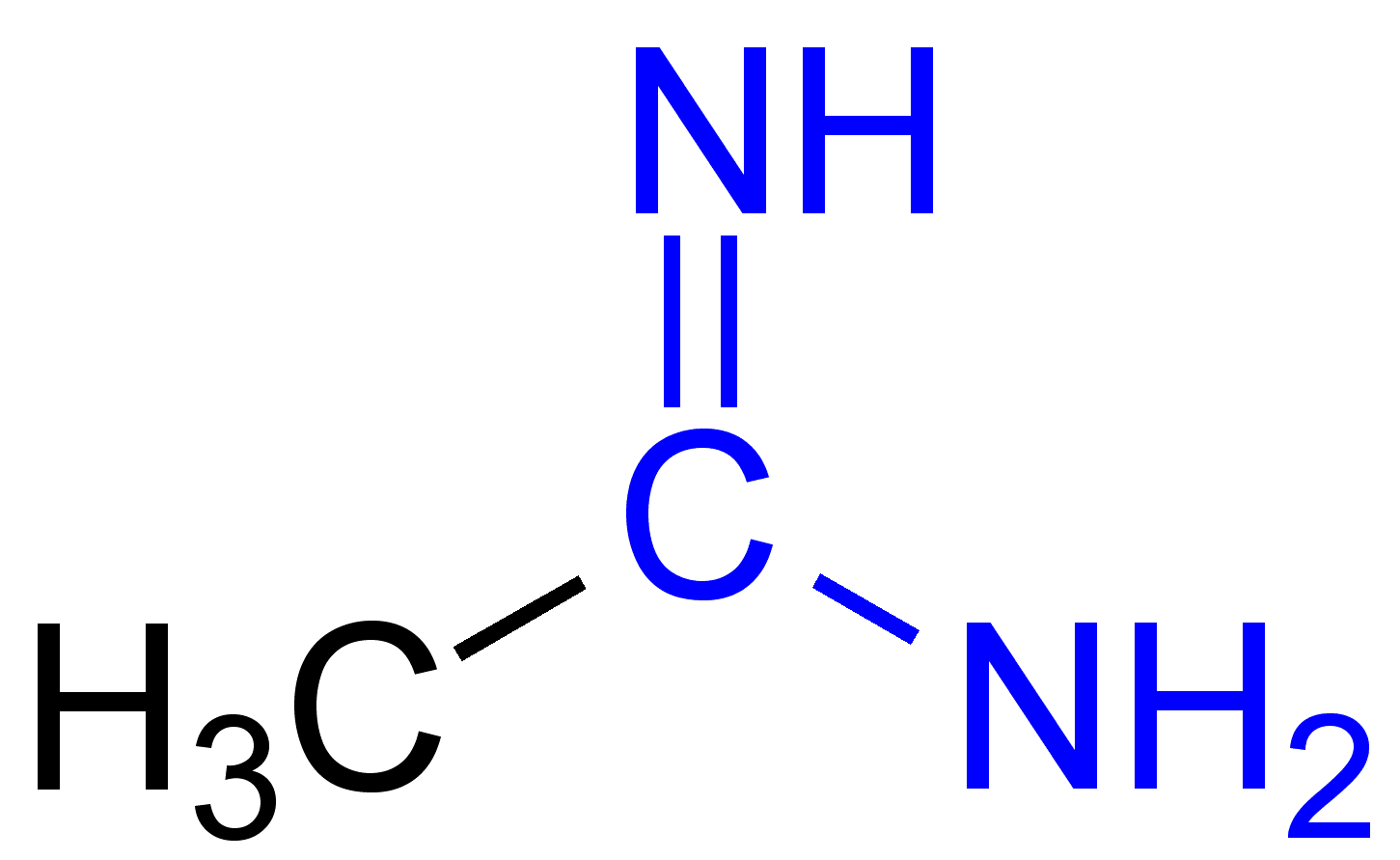
Formula structurală a acetamidinei

Amidinele alcătuiesc o clasă de compuși organici derivați ai oxoacizilor, care conțin o grupă funcțională C(=NH)NH2. Aceasta se poate asemăna cu grupa amidă, în care un atom de oxigen este înlocuit de o grupă NH.

## Carboxamidine

Structura generală a unei carboxamidine

Când oxoacidul de la care provine amidina este un acid carboxilic, atunci amidina face parte din clasa carboxamidinelor sau carboximidamidelor (denumirea IUPAC).
Carboxamidinele se denumesc adesea simplu ca amidine, deoarece sunt cel mai comun tip de amidine în chimia organică. Cea mai simplă amidină este formamidina sau formimidamida, HC(=NH)NH2, urmată de acetamidina sau acetimidamida, H3C-C(=NH)NH2

## Proprietăți
Amidinele au proprietăți bazice mai pronunțate decât amidele și sunt printre cele mai tari baze neionizate.
Protonarea amidinelor are loc la atomul de azot hibridizat sp2, deoarece sarcina pozitivă rezultată va fi delocalizată pe ambii atomi de azot. Speciile cationice rezultate prin protonare se numesc cationi amidiniu..